# ニッポン・ダンディ
ニッポン・ダンディは、東京メトロポリタンテレビジョン（TOKYO MX）で2012年10月から2014年3月に放送されていたワイドショー、情報番組である。

## 概要
2012年9月まで放送されていた『ザ・ゴールデンアワー（Global Standard TV）』の後継番組として放送される。前番組に引き続き、主にニュースや時事問題を扱う。
2012年11月5日からは、ひかりTVでも同時放送され、東京ローカルの番組ながら全国で視聴可能になった。地上波ローカル番組をIP放送で放送するのは初めてのことである。なお、ひかりTV同時放送初回の2012年11月5日には、冒頭でひかりTVのキャラクターである「ひかりカエサル」が生出演した。
元々は、『5時に夢中!』の男性版として企画された番組であり、プロデューサーの大川貴史をはじめとして、番組の基本構成（前半で新聞記事を紹介、後半は曜日毎のコーナー）やスタッフは『5時に夢中!』と共通していた。実際に2012年10月の番組開始から2013年9月までは、タイトルの「ダンディ」のとおりレギュラーコメンテーターは全員男性であった。しかしながら、平日21時台ということもあり、男性視聴者よりもむしろ主婦層の視聴を意識し、2013年10月からは女性も加わりリニューアルされた。

### 番組の沿革
- 2012年
  - 10月1日：番組開始（当初はTOKYO MXのみで放送）
  - 11月5日：ひかりTVでの同時ネット開始（「e-chanceテレビショッピング」はネットしないため、56分番組として放送）
- 2013年
  - 3月4日：この日より、ダンディがこれまでの毎日2名→3名に変更
  - 4月1日：21:55より「フラッシュ天気」を放送するため、番組が5分短い55分番組となった（ひかりTVは51分番組となる）
  - 7月1日：ダンディの曜日シャッフルを行い、一部に新たなダンディが加入
  - 9月30日：MC・ダンディを大幅に交替するリニューアルを実施[3]。
    - これまでレギュラー出演のダンディは男性のみであったが、女性や女装タレントがレギュラーに加わった。
    - これまでMCは女性のみであったが、男性のMCも登場した。
- 2014年
  - 1月6日：スタジオセットやBGMなどのリニューアルを実施。
  - 3月31日：番組終了、出演者などの一部は後継番組『バラいろダンディ』へ引き継ぐ（こちらも前半に新聞記事などの紹介、後半は曜日毎コーナーの構成は踏襲）。なお、この日は月曜ダンディの武井がレギュラー出演している『笑っていいとも!』（フジテレビ）のグランドフィナーレと被るなどの理由から、総集編および『バラいろダンディ』前夜祭として、『バラいろダンディ』のスタジオを1日前倒しして使用し、『バラいろダンディ』の月曜出演者が参加して行われた。

## 出演者

### MC
最終回時点。町と堀を除き、後継番組『バラいろダンディ』にも継続出演する。
- 月 - 火曜：町亞聖（2012年10月1日 - 2014年3月25日）
元日本テレビアナウンサー。MXではこのほか、金曜に『5時に夢中!』、土曜に『5時に夢中!サタデー』のMCも担当している。
2012年10月 - 2013年9月までは水曜も担当していた（ただし、2013年3月まで、毎月第3水曜は別の仕事[4]があるため、阿部が代役で出演していた。）
2014年3月31日以降は阿部に代わり、『週末めとろポリシャン♪』にMCとして出演。
- 第1水曜：長谷川豊（2013年10月2日 - 2014年3月31日）
元フジテレビアナウンサー、2013年にフジテレビ退職後フリーアナウンサーになった。
後述する代理MC出演を経て、2013年10月からは、毎月第1水曜のMCとしてレギュラー出演することになった。これが、復帰後初レギュラー番組である。
レギュラーとしては2014年3月5日が最後の予定だったが、前述の事情により3月31日の最終回にもMCとして出演することになった。
- 第2-第5水曜：堀潤（2013年10月9日 - 2014年3月26日）
元NHKアナウンサー、2013年にNHK退職後フリーアナウンサーになった。これが、復帰後初レギュラー番組である。
2014年3月31日以降は朝の情報ワイド番組『モーニングCROSS』にMCとして出演。
- 木曜：阿部哲子（2012年10月4日 - 2014年3月27日）
元日本テレビアナウンサー。MXではこのほか、金曜に『週末めとろポリシャン♪』のMCも担当している（前述のとおり、後に町と交替）。
前述のとおり、2013年3月までは町の代理で第3水曜も担当しており、金曜も関谷の代理で担当することがある。
後述するダンディ2人（梅沢・今井）の話が変な方向にエスカレートすると、強制的に次の話題・CMに切り替えようとするか、苫米地に話をふる等といったお約束がある。また、明らかに苫米地の専門外の分野（下ネタ絡みなど）の記事で話を振ると、梅沢・今井から「(苫米地)先生に振るなよ。そういう(下ネタ絡みの)話はこっちに振れよ。」というやりとりがあるのもお約束。
- 金曜：関谷亜矢子（2012年10月5日 - 2014年3月28日）
元日本テレビアナウンサー。前番組『ゴールデンアワー』の金曜アシスタント。

#### MCの変遷
| 期間                          | 月曜日・火曜日 | 水曜日   | 水曜日 | 水曜日   | 水曜日 | 水曜日 | 木曜日   | 金曜日     |
| 期間                          | 月曜日・火曜日 | 第1週    | 第2週  | 第3週    | 第4週  | 第5週  | 木曜日   | 金曜日     |
| ----------------------------- | -------------- | -------- | ------ | -------- | ------ | ------ | -------- | ---------- |
| 2012年10月1日 - 2013年3月29日 | 町亞聖         | 町亞聖   | 町亞聖 | 阿部哲子 | 町亞聖 | 町亞聖 | 阿部哲子 | 関谷亜矢子 |
| 2013年4月1日 - 9月27日        | 町亞聖         | 町亞聖   | 町亞聖 | 町亞聖   | 町亞聖 | 町亞聖 | 阿部哲子 | 関谷亜矢子 |
| 2013年9月30日 - 2014年3月31日 | 町亞聖         | 長谷川豊 | 堀潤   | 堀潤     | 堀潤   | 堀潤   | 阿部哲子 | 関谷亜矢子 |

#### 代理MC
- 脊山麻理子（2013年8月26日・8月27日）
町亞聖の夏休みの際の代理MC。
町亞聖と同じく元日本テレビアナウンサーであり、同じホリプロ所属でもある。また、当時月曜ダンディだった福田が教鞭をとる慶應義塾大学環境情報学部を卒業している。
2014年4月からは堀と共に『モーニングCROSS』のアシスタントとして出演。
- 長谷川豊（2013年8月28日）
町亞聖の夏休みの際の代理MC。後にレギュラーMCとなる。

### バーディ
「ダンディ・ジャッジ」の結果紹介とコメント読み・日替わりコーナーの進行（金曜を除く）・「ダンディWeather」を担当。「WDN」には「ダンディ・ジャッジ」のテーマ発表以外に登場しない。バーディは全員女性であり、衣装は統一されている（ピンチヒッターで何度か担当したポール・マレのみ男性で、ポールはダンディ同様スーツでの出演）。
- 2012年10月 - 2013年3月：全体的には白で黒襟のブラウスに、黒のスカート（当時男性で務めていたポールは除く）
- 2013年4月 - 9月：白のレディーススーツに、黒のシャツ
- 2013年10月 - 12月：町曰く[5]「スッチー（キャビンアテンダント）風」の衣装
- 2014年1月 - 2014年3月：赤を基調とした衣装

#### 番組終了時のバーディ
下記の5人は、後継番組『バラいろダンディ』にも継続出演する（宮澤は2014年4月は出演したが、舞台に専念するため降板）。
- 月曜：丸高愛実（2013年4月1日 - 2014年3月31日）
- 火曜：ラフルアー宮澤エマ（現：宮澤エマ）（2012年10月3日 - 2014年3月25日）
「ダンディWeather」では、得意の英語で、明日誕生日を迎える有名人を紹介するのがお約束になっている（後述の代打バーディの場合は除く）。更には、その有名人に因んだ一言や一発ギャグを言うようになっていて、町は「（台本を書いた）スタッフの悪意を感じる」などとコメントする。
番組開始当初から継続して出演している唯一のバーディである。2012年10月 - 2013年9月は水曜バーディとして出演。通常、「WDN」にバーディは参加しないが、宮澤は海外留学経験などがあることから、政治・外交問題などで語ることがある。
金曜のサヘル不在時には、金曜にも「代打バーディ」で出演することがある。
- 水曜：小玉ゆうい（2013年10月2日 - 2014年3月26日）
「ダンディWeather」では、明日が何の記念日かを紹介するのがお約束になっている。宮澤同様に、それに因んだ一言や一発ギャグを言うのもお約束である。
- 木曜：橋本マナミ（2013年10月3日 - 2014年3月27日）
「木曜日の愛人 橋本マナミ」と冒頭で自己紹介する。
- 金曜：サヘル・ローズ（ イラン）（2013年3月29日 - 2014年3月28日）
2013年3月までは、特に固定のバーディを設けず、「金曜海外ダンディ」の誰か1人がバーディ役をしていた。2013年4月より、正式に金曜バーディとして出演することになった。番組開始当初より、不定期に「金曜海外ダンディ」として、後述するポールと共にバーディ役を多く担当していた。

#### 過去のバーディ
※以下、伸縮型のメニューとして掲載する。右にある[表示]をクリックすると一覧表示される。
- ポール・マレ（ フランス）（2012年10月1日 - 2013年3月29日）
2012年10月中全ての月曜日（黒宮のスケジュールの都合による代打）、10月16日・23日（栗田の海外取材に伴う代打）に出演。10月19日・26日にも「金曜海外ダンディ」として出演したため、10月15日-19日・22日-26日の週は5日間のうち3日間に出演した。「金曜海外ダンディ」としても多数出演しており、殆どの出演日でバーディの役目をしている。2013年3月29日の「金曜海外ダンディ」（WDNコメンテーター役）としての出演が最後の出演となった。
- 黒宮ニイナ（ ミャンマー）（月曜、2012年11月5日 - 2013年3月25日）
スケジュールの都合により、初登場は番組開始から1ヶ月経った2012年11月5日となった。「ダンディWeather」では、故郷ミャンマーと日本での違いなどを話題にしていた。
2013年2月19日・26日（火）には、病欠の栗田に代わる代打バーディとして出演。
- 栗田佳織（火曜、2012年10月2日 - 2013年3月26日）
番組内では「くりちゃん」と呼ばれている。「ダンディWeather」では、体育会系風のコメントを入れることが多かった。
- 小野麻亜矢（木曜、2012年10月4日 - 2013年3月28日）
毎週、梅沢にストッキングの色や模様をチェックされるのがお約束になっていた。
- 北川富紀子（火曜、2013年4月2日 - 9月24日）
- 佐藤弥生（木曜、2013年4月4日 - 9月26日）
2013年2月の番組オーディション当時は未婚であったが、3月に結婚して結果的にバーディの中で唯一の既婚者となった（夫は、Jリーグ・柏レイソルに所属する栗澤僚一）。「WDN」でも、主に下ネタや夫婦・恋愛関係などの記事で、梅沢・今井に巻き込まれるような形で話を振られたり、夫婦の熱々ぶりを冷やかされることがあった。

#### 歴代のバーディ
| 期間                          | 月曜日       | 火曜日             | 水曜日             | 木曜日     | 金曜日                             |
| ----------------------------- | ------------ | ------------------ | ------------------ | ---------- | ---------------------------------- |
| 2012年10月1日 - 11月2日       | ポール・マレ | 栗田佳織           | ラフルアー宮澤エマ | 小野麻亜矢 | 金曜海外ダンディ ※主にポール・マレ |
| 2012年11月5日 - 2013年3月29日 | 黒宮ニイナ   | 栗田佳織           | ラフルアー宮澤エマ | 小野麻亜矢 | 金曜海外ダンディ ※主にポール・マレ |
| 2013年4月1日 - 9月27日        | 丸高愛実     | 北川富紀子         | ラフルアー宮澤エマ | 佐藤弥生   | サヘル・ローズ                     |
| 2013年9月30日 - 2014年3月31日 | 丸高愛実     | ラフルアー宮澤エマ | 小玉ゆうい         | 橋本マナミ | サヘル・ローズ                     |

### ダンディ（コメンテーター）
番組開始から2013年9月までは「ダンディ」の名のとおり、レギュラー出演者は全員男性であり、ダンディは全員スーツで出演していた（夏場近くはスーツを着ないダンディもいるが、基本はスーツスタイルに準じた格好）。開始当初は2名が基本であったが、2013年3月からは3人（レギュラーが3人に満たない場合はゲストを加えて3人にする）が基本となっている。
2013年10月からは、女性および女装タレントのレギュラーダンディが加わる（2013年9月までは、金曜海外ダンディや一部のゲストダンディに女性が含まれているが、後にレギュラーとなる倉田・室井など、限られたゲストが出演していた）。男性出演者に関しては引き続きスーツでの出演が基本であることに変わりはない。
番組終了時のレギュラー出演しているダンディは全員、後継番組『バラいろダンディ』にも継続出演する。髙山や阿曽山などの不定期出演者については後継番組にゲスト枠がないため、基本的には出演しない。

#### 月曜
- 武井壮（超人アスリート、2012年10月1日 - 2014年3月24日）
武井は、月曜日に生放送のレギュラー番組が集中していて、『笑っていいとも!』（フジテレビ）、『たまむすび』（TBSラジオ）に続く3本目のレギュラー番組でもある。
他の番組ではタンクトップ姿が基本であるが、当番組はスーツでの出演であるため、タンクトップの上からスーツを羽織るようになっている
月曜かつ番組自体の最終回である2014年3月31日は、前述の通り『笑っていいとも!』最終回のため出演しない。
- ダイアモンド☆ユカイ（ミュージシャン、2012年10月2日 - 2014年3月31日）
CM前などに、自身が考案した「ギラッチ」ポーズをよくする。番組終了後に撮影される集合写真では、出演者のほぼ全員がこのポーズをする。
2012年10月 - 2013年6月は火曜ダンディで、2013年7月からは月曜ダンディとして出演。
- ゲストダンディ1名

#### 火曜
- 倉田真由美（漫画家、2013年10月1日 - 2014年3月31日）
レギュラー出演前にも、ゲストダンディとして多数出演あり。
火曜レギュラーとしては2014年3月25日までであるが、前述の武井の代役として最終回の3月31日にも出演。
- 山路徹（ジャーナリスト、2013年10月1日 - 2014年3月31日）
レギュラー出演前にも、2013年9月3日（火曜）にゲストダンディとして出演。
火曜レギュラーとしては2014年3月25日までであるが、前述の武井の代役として最終回の3月31日にも出演。
- ゲストダンディ1名（2013年6月11日-7月2日は2名）
2013年6月4日放送で西村が降板したことにより、翌週11日から7月2日までの4週間は2名体制となった。内1名は小林祥晃（愛知工業大学客員教授）で固定されていて、もう1名は週替わり。

#### 水曜
他局バラエティ番組などの出演により欠席が生じることがあり、この場合はゲストダンディが出演する。
- ゴルゴ松本（TIM、2013年7月9日 - 2014年3月26日）
2013年7月 - 9月は火曜ダンディで、2013年10月からは水曜ダンディとして出演。
「命」「炎」などの人文字ネタで有名であるため、毎週WDNでは漢字にまつわる話が行われる。
- 室井佑月（小説家、2013年10月2日 - 2014年3月26日）
レギュラー出演前にも、ゲストダンディとして多数出演あり。
- 中島知子（元オセロ、2013年10月9日 - 2014年3月26日）
2013年4月30日（火曜）に、芸能界復帰後初の生放送出演に当番組を選び、当時中島のコーチングを担当していた木曜ダンディの苫米地と共に出演した。これが、復帰後初レギュラー番組である。
2013年10月2日は、大先輩でもある明石家さんまが出演する『さんまのまんま』（関西テレビ）の収録を優先したため欠席。翌週9日より出演した。

#### 木曜
梅沢・今井については本業の俳優業で、苫米地については学会など学術活動のため休むことがあり、この場合はゲストダンディが出演する。唯一木曜日だけは、番組開始以来殆どメンバーの変動がない。木曜はいくつかのお約束があり、前述の下ネタ記事を苫米地に振って突っ込まれる、苫米地が普通に話していることが今井には自慢話に聞こえてしまう、「WDN」で取り上げた記事に関連して「○○というニュースをお伝えしましたが、△△（○○と語感が似ている言葉）に関するニュースも入っています」と言ってザ・サンの下ネタ記事を紹介するなどが挙げられる。
- 梅沢富美男（俳優・歌手、2012年10月4日 - 2014年3月20日）
番組内では今井のことを「今井君」・「今井ちゃん」と呼んでいる。
- 今井雅之（俳優・演出家、2012年10月4日 - 2014年3月13日）
梅沢をはじめ、年上のダンディに対しては「先輩」、学者や教授に対しては「先生」と呼んでいる。
- 苫米地英人（脳機能学者、2013年4月4日 - 2014年3月27日）
レギュラー出演前にも、2013年2月21日（木曜）にゲストダンディとして出演。
研究論文や最新の記事を見せるために、スタジオ内にiPadを持ち込んでいる。

#### 金曜
基本的に、毎週出演するのは水道橋博士とダイアナのみで、園監督・高橋は休むこともある。その場合は、後述する「世界ダンディ研究所 THE MOVIE」に当日出演するゲストの映画監督・映画関係者が代理でダンディを務めることがある。
- 水道橋博士（浅草キッド、2012年10月12日 - 2014年3月28日）
前番組『ゴールデンアワー』のレギュラーの1人でもあった。
金曜初回放送の2012年10月5日は、スケジュールがあわず出演しなかった（「世界ダンディ研究所 THE MOVIE」に一部VTR出演した）。
- ダイアナ・エクストラバガンザ（女装家、2013年10月4日 - 2014年3月28日）
番組初となる、女装タレントによるダンディである。
レギュラー出演前にも、2013年7月31日（水曜）にゲストダンディとして出演。
- 園子温（映画監督、2013年7月5日 - 2014年3月28日） ※不定期出演
本業との兼ね合いで休むことが多く、2013年7月-9月については後にレギュラーとなる高橋ヨシキや、松江哲明などのゲスト出演者が代理でダンディを務めることがあった。
レギュラー出演前にも、2012年12月30日の特番にゲスト出演し、2013年4月26日（金曜）にゲストダンディとして出演。
- 高橋ヨシキ（映画評論家、ダンディとしては2013年10月4日 - 2014年3月28日） ※不定期出演
番組開始当初より、「世界ダンディ研究所 THE MOVIE」の解説者（コーナーレギュラー）としてほぼ毎週出演していた。後に園監督の不在時などにゲストダンディとして出演の後、2013年10月からはダンディとして出演することになった。ただし、毎週出演ではない。

#### 不定期出演者
下記の出演者は、かつてダンディとして毎週レギュラー出演していたが、現在は不定期出演のダンディである。岩上・阿曽山・モーリー・髙山は月1回程度の出演、周・福田は月1回未満の不定期出演である。
- 周来友（ 中国）
2013年6月までは金曜海外ダンディとして月2回程度出演していたが、海外ダンディ枠廃止後も曜日を問わずゲストダンディとして出演している。
2014年4月以降は『モーニングCROSS』のコメンテーターとして出演。
- 岩上安身（ジャーナリスト、2012年10月3日 - 2014年3月25日）
2012年10月 - 2013年6月は水曜ダンディで、2013年7月 - 9月は火曜ダンディとして出演。2013年10月からは不定期出演に変更。
自由報道協会所属、自らが立ち上げた「IWJ」代表。後述の「言わせろ!ダンディ」で岩上が担当する場合は、IWJの映像を交えて紹介する。また、「WDN」では、自作のフリップで政治ネタなどを解説することがある。
- 阿曽山大噴火（裁判ウォッチャー・芸人、2012年10月3日 - 2014年3月3日）
2012年10月 - 2013年9月は水曜ダンディとして出演。2013年10月からは不定期出演に変更。
「裁判ウォッチャー」であるため、「WDN」ではあらゆる記事に対し、町に「○○に関する何か面白い裁判ありますか?」などと無理矢理話をふられることがある。
- モーリー・ロバートソン（ アメリカ合衆国）（ジャーナリスト、2012年10月5日 - 2014年3月4日）
2012年10月 - 2013年6月は金曜ダンディで、2013年7月 - 9月は水曜ダンディとして出演（この間、2013年6月4日（火曜）[7]・6月19日（水曜）にも、ゲストダンディとして出演）。2013年10月からは不定期出演に変更。
前番組『ゴールデンアワー』のレギュラーの1人でもあった。
岩上同様、「WDN」では、自作のフリップで政治ネタなどを解説することがある。
- 髙山善廣（プロレスラー、2012年10月1日 - 2014年3月17日）
リングネーム上は「高山」であるが、当番組では旧字体の「髙山」表記で統一している。
2012年10月 - 2013年6月は月曜ダンディで、2013年7月 - 9月は金曜ダンディとして出演。2013年10月からは不定期出演に変更。
- 福田和也（文芸評論家・慶應義塾大学教授）
2013年4月 - 2013年9月は月曜ダンディとして出演。2013年10月からは不定期出演に変更したが、2014年の出演はなかった。
レギュラー出演前にも、2013年2月14日（木曜）にゲストダンディとして出演。

#### 過去のダンディ
※以下、伸縮型のメニューとして掲載する。右にある[表示]をクリックすると一覧表示される。
- 金曜海外ダンディ（2012年10月 - 2013年6月）
『ゴールデンアワー』にも出演していた[8]外国人1,2名が出演する。番組内では、「○○人の△△さん」と紹介される（例：韓国人のヒョンギさん）。以下、過去の海外ダンディも含め、番組内で「○○人」として紹介された国旗を記載する[9]。
後述する「世界ダンディ研究所」のゲストがそのままゲストダンディとして出演する場合があり、この場合は海外ダンディは出演しない。
  - 周来友（ 中国） - 殆どの場合単独出演だが、ヒョンギと共演することもある。月に2回程度出演。金曜海外ダンディ枠廃止後も、ゲストダンディとして不定期出演。
  - ヒョンギ（ 韓国） - 殆どの場合単独出演だが、周と共演することもある。月に2回程度出演。
  - ポール・マレ（ フランス、金曜海外ダンディ） - 2013年3月まで、周またはヒョンギ出演時にバーディ役、女性のダンディ出演時にコメンテーター役としてほぼ毎週出演。
  - サヘル・ローズ（ イラン、金曜海外ダンディ） - 女性ダンディの1人として、2013年3月までバーディ役として不定期出演。4月からは金曜バーディとして、毎週出演に変更。
  - タパ（ ネパール、金曜海外ダンディ） - 初回の2012年10月5日に出演。
  - 矢野デイビッド（ ガーナ、金曜海外ダンディ） - 初回の2012年10月5日に出演。後に2013年4月から『5時に夢中!』の金曜黒船特派員となる。
  - マッティ（ ドイツ、金曜海外ダンディ） - 2012年10月12日に出演。
  - アナトリ（ ロシア、金曜海外ダンディ） - 2012年10月12日に出演。
  - マリア・テレサ・ガウ（ フィリピン、金曜海外ダンディ） - 女性ダンディの1人として、2013年1月11日に出演。後に2013年4月から『5時に夢中!サタデー』の黒船特派員となる。
  - ブンシリ（ タイ） - 2013年5月10日に出演。
- 西村賢太（芥川賞作家、火曜ダンディ、2012年10月2日 - 2013年6月4日）
後述する「ダンディ・ジャッジ」では、多くの視聴者に参加するよう呼びかけるなど、全体票数を特に気にかけていた。2013年6月4日出演を最後に、その後は特に挨拶などなく出演しなくなった。

#### 歴代のダンディ
| 期間                                   | 月曜日 | 月曜日              | 月曜日   | 火曜日              | 火曜日     | 火曜日 | 水曜日                 | 水曜日       | 水曜日   | 木曜日     | 木曜日   | 木曜日     | 金曜日     | 金曜日                       | 金曜日                | 金曜日                    |
| -------------------------------------- | ------ | ------------------- | -------- | ------------------- | ---------- | ------ | ---------------------- | ------------ | -------- | ---------- | -------- | ---------- | ---------- | ---------------------------- | --------------------- | ------------------------- |
| 2012年10月1日 - 2013年3月1日           | 武井壮 | 髙山善廣            | -        | ダイアモンド☆ユカイ | 西村賢太   | -      | 岩上安身               | 阿曽山大噴火 | -        | 梅沢富美男 | 今井雅之 | -          | 水道橋博士 | モーリー・ロバートソン       | 金曜海外ダンディ      | -                         |
| 2013年3月4日 - 3月29日                 | 武井壮 | 髙山善廣            | ゲスト   | ダイアモンド☆ユカイ | 西村賢太   | ゲスト | 岩上安身               | 阿曽山大噴火 | ゲスト   | 梅沢富美男 | 今井雅之 | ゲスト     | 水道橋博士 | モーリー・ロバートソン       | 金曜海外ダンディ      | -                         |
| 2013年4月1日 - 6月7日                  | 武井壮 | 髙山善廣            | 福田和也 | ダイアモンド☆ユカイ | 西村賢太   | ゲスト | 岩上安身               | 阿曽山大噴火 | ゲスト   | 梅沢富美男 | 今井雅之 | 苫米地英人 | 水道橋博士 | モーリー・ロバートソン       | 金曜海外ダンディ      | -                         |
| 2013年6月10日 - 6月28日 （西村降板後） | 武井壮 | 髙山善廣            | 福田和也 | ダイアモンド☆ユカイ | 小林祥晃   | ゲスト | 岩上安身               | 阿曽山大噴火 | ゲスト   | 梅沢富美男 | 今井雅之 | 苫米地英人 | 水道橋博士 | モーリー・ロバートソン       | 金曜海外ダンディ      | -                         |
| 2013年7月1日 - 9月30日                 | 武井壮 | ダイアモンド☆ユカイ | 福田和也 | 岩上安身            | ゴルゴ松本 | ゲスト | モーリー・ロバートソン | 阿曽山大噴火 | ゲスト   | 梅沢富美男 | 今井雅之 | 苫米地英人 | 水道橋博士 | 髙山善廣                     | 園子温 （不定期出演） | -                         |
| 2013年10月1日 - 2014年3月31日          | 武井壮 | ダイアモンド☆ユカイ | ゲスト   | 倉田真由美          | 山路徹     | ゲスト | ゴルゴ松本             | 室井佑月     | 中島知子 | 梅沢富美男 | 今井雅之 | 苫米地英人 | 水道橋博士 | ダイアナ・エクストラバガンザ | 園子温 （不定期出演） | 高橋ヨシキ （不定期出演） |

## 主なコーナー

### 毎日
※以下、伸縮型のメニューとして掲載する。右にある[表示]をクリックすると一覧表示される。
ダンディ・ジャッジ
あらゆる物事に対し、生放送中に視聴者から番組のホームページ、番組の公式twitter、MXの携帯電話公式サイトから投票する。2012年11月5日からは、データ放送からの投票も可能になった。WDNの終わった直後に中間発表がされ、番組のエンディングで結果発表。
開始当初はその日の話題や（日本の）新聞記事から1人の男性または出来事を取り上げ、その男性のとった行動や出来事に対し「YESダンディ」か「NOダンディ」かを聞いていた。原則は男性をとりあげるが、女性も「ダンディ」として紹介されることがある。実際にこれまで、吉田沙保里（2012年10月5日放送）や酒井法子（2012年10月18日放送）などの女性に対してYESダンディかNOダンディかを聞いたことがある。
2013年1月からは基本的に新聞記事に関連した内容で「YESダンディ」か「NOダンディ」かを聞いている。3月からはWDNでとりあげる記事の中からジャッジするようになり、最初のテーマ紹介がWDNに内包されている。
2013年5月24日放送までは「YESダンディ」「NOダンディ」の2択であったが、5月27日放送からは3択以上の設定が可能になり、技術上は10択の投票まで可能になった。
投票結果はもちろんであるが、全体の票数（どれだけの人が番組を見てジャッジしているか）を気にするダンディも多く、そちらのほうがむしろ注目されることがある。以前のレギュラーである西村が代表例である。
WDN（World Dandy News network、ワールド・ダンディ・ニュース）
番組前半のメインコーナー。当初は海外の新聞記事（下記の新聞のいずれか）から毎日6個を取り上げ、ダンディがコメントする。開始当初は当日とりあげる6個の記事の見出しをリスト化したものを表示し、そこから1つずつ詳しく紹介していた。2013年1月からは、一部に日本の新聞記事（主に一般紙と東京新聞で、極稀にスポーツ紙・東京新聞以外の地方紙）も加わっている。2013年3月からは番組冒頭で当日とりあげる6個の記事について写真付でダイジェストで紹介するようになった。2013年10月以降は、とりあげる記事は基本的にダンディがセレクトしており、苫米地を除き日本の新聞記事からセレクトするため、海外の新聞は木曜以外は稀となった。
金曜は6個全てを詳しく紹介せず、1,2個だけ詳しく取り上げる。岩上・モーリーのニュース解説が入る場合も紹介する記事を少なくすることがある。逆に火曜は2013年2月よりコーナー自体を長めにとっており、4月からは金曜を除き、火曜での時間構成に統一された。
記事の前にジャンル（Politics,Society,Unbelievable,Crime,Opinionなど）を紹介する。2013年4月から9月はとりあげる記事の国名を紹介していた。2013年10月からは当初のジャンルでの紹介に戻り、新たなジャンル（Revenge（倍返し）など）が追加された。また、とりあげる記事に関する内容で「言わせろ!ダンディ」に近い主張も行っている。
とりあげられる海外の新聞は以下のとおり。
- ザ・サン（ イギリス） - 木曜の下ネタ絡みの記事は、大半がザ・サンの記事である。現在も木曜に限りザ・サンの下ネタ記事が多く紹介される。
- ニューヨーク・タイムズ（ アメリカ合衆国） - 木曜では現在でも苫米地がとりあげることがある
- ロイター配信の動画記事 - 現在も時折とりあげられる
- 新聞晨報（ 中国） - 2013年10月以降は殆ど使用されていない
- コムソモリスカヤ・プラウダ（ ロシア、2013年より） - 2013年10月以降は殆ど使用されていない
- タイ・ラット（ タイ、2013年より） - 2013年10月以降は殆ど使用されていない
- ル・フィガロ（ フランス） - 2013年4月以降は殆ど使用されていない

ダンディWeather
東京都の明日の天気を、バーディ（金曜は2013年3月まで、金曜海外ダンディ）が伝える。前述のとおり、小ネタを挟んでくるバーディもいる。

### 日替わりコーナー（今日の特集）
※以下、伸縮型のメニューとして掲載する。右にある[表示]をクリックすると一覧表示される。
金曜を除き、進行役はバーディが行う。
VSダンディ（月曜）
2014年2月より放送。
アイドルグループなどをゲストに招き、レギュラーダンディとクイズなどで対決する。
Top of The Dandy（火曜）
2013年10月より放送。
宮澤があることでNo.1になった人を紹介するコーナー。
夜のお仕事図鑑（水曜）
2013年10月より放送。
当番組終了後の22時以降にも働く深夜の仕事に焦点をあてたコーナー。
THE DANDY FILE（木曜）
2013年4月より放送。
注目されている物や出来事に関して、バーディのロケ等を通じて深く掘り下げる。「霊柩車」、「日本ナルシスト協会」などといったマニアックな内容・団体の紹介が中心となっている。最後に、とりあげた内容に因んだやってみたいことをダンディ3人がフリップで披露する。そのフリップは3点セットで視聴者にプレゼントされる。
世界ダンディ研究所 THE MOVIE（金曜）
番組開始当初の、2012年10月より放送。
1本の映画をとりあげ、その中から1つのテーマについて、そのテーマに関する映画製作の歴史や、当日出演の金曜海外ダンディの出身国ではどのような観点・評価で捉えられているかを語る「映画解釈番組」である（他局の情報番組にあるような、公開間近の映画の見所を紹介する「映画紹介」ではない）。水道橋博士が研究所所長という名目になっている。映画評論家や映画監督をゲストに招くことも多く、園子温はここでのゲスト出演の後、金曜ダンディとなっている。
金曜はこのコーナーを長めにとっているため、「WDN」で扱うニュースを少なくしており、「言わせろ!ダンディ」も番組初回以外は行われていない。金曜は「ダンディ・ジャッジ」や「WDN」もそれぞれ映画関連になることが多く、曜日全体が映画一色の内容である。

### 終了したコーナー
※以下、伸縮型のメニューとして掲載する。右にある[表示]をクリックすると一覧表示される。
プレイバックダンディ世代（エイジ）（月曜）
2012年10月-2013年3月に放送。昭和の懐かしい人や物を特集したコーナー。
開始当初は、とりあげる年代のヒット商品番付（日経流通新聞）を紹介してから、その中から1つを黒宮（10月はポール）がロケ形式で紹介する形式だった。2013年以降は、懐かしいもの1つにスポットを当て、それを黒宮がロケ形式で紹介していた。
男と女 愛と怒りの夢芝居（木曜）
2012年10月-2013年3月に放送。女性週刊誌やファッション雑誌の記事から、女性が男性に対して感じている偏見や女性特有の嗜好・流行をとりあげる。最初に小野が記事をスタジオで紹介し、更に詳しい内容については小野がインタビューを行っている。最後にその内容を受け、ダンディがコメントする。タイトルは、梅沢のヒット曲『夢芝居』からとったもの。
『5時に夢中!』には、逆に男性向け雑誌の記事に対して女性コメンテーターがコメントする「女ゴコロを知ってるつもり?!」というコーナーが水曜にあった。
言わせろ!ダンディ（当初は全曜日）
2012年10月-2013年3月に放送。ダンディが気になったニュース・記事・身の回りの出来事に関して1人ずつ語る（水曜のみ岩上・阿曽山の週交替制）。最後に結論としてフリップを出すが、（内容とは全く関係ない）自分の本・舞台・CDなどの宣伝に用いるダンディが多く、お約束の1つでもある。
金曜に関しては、初回（2012年10月5日）に行われたのみで、以後は一度も行われていない。そのため、水道橋博士は一度もこのコーナーを行ったことがない。また、火曜に関してはWDNおよびDeep Dandy Peopleを長めに取るため、2013年2月より行われていなかった。2013年4月以降は、「WDN」に内包されている。
ダンディの愛した一品（水曜）
2012年10月-2013年6月に放送。
偉人・著名男性が愛した一品を、宮澤がロケ形式で紹介。殆どの場合は好物の食べ物であり、宮澤は「Dandy's favorite dish」と称している。その後、宮澤が「（偉人に感謝して）ありがたくお召し上がり下さい」と言ってから、その食べ物をスタジオで試食する。ただし、食べ物によってはスタジオ内に持ち込めない場合があるため、とりあげた偉人にまつわる他の食べ物に代わる場合や、試食すらない場合もある。
ダンディ用語の基礎知識（月曜）
2013年4月-9月に放送。
世の中のあらゆる用語に関して、バーディのロケ等を通じて深く掘り下げる。当初は時事問題などを扱っていたが、2013年5月27日放送からは男性のファッションや趣味嗜好などをとりあげ、そのお店に丸高が取材する。福田が常連客の店が取り上げられることが多い。また、回によっては福田による特別講義や、ダイアモンド☆ユカイによる生歌披露がある。
ディープダンディピープル（火曜）
2012年10月-2013年9月に放送。2013年3月までは「Deep Dandy People 〜オンナには理解できない オトコの世界〜」というタイトルで行われていた。
マニアックな趣味・嗜好をもつ男性がゲストで生出演またはVTR出演（バーディがロケを行う）し、その魅力を伝える。
食のダンディ道（水曜）
2013年7月-9月に放送。
前コーナーの「ダンディの愛した一品」に引き続き、宮澤が担当するグルメロケコーナー。ダンディなら一度は訪ねてみたいような場所を紹介する。引き続き、ロケで紹介した食べ物について、スタジオでの試食がある。
愛美が教えてアゲル（月曜）
2013年10月-2014年2月3日に放送。
丸高が最新のファッションやトレンドなどを紹介するコーナー。

## タイムテーブル
下記は概ねのもので、状況により前後することがある。
| 時間          | 月曜日 | 火曜日 | 水曜日 | 木曜日 | 金曜日 |
| ------------- | --- | --- | --- | --- | --- |
| 21:00 - 21:01 | オープニング・WDNの記事紹介・特集の予告、挨拶                                                                                   | オープニング・WDNの記事紹介・特集の予告、挨拶                                                                                   | オープニング・WDNの記事紹介・特集の予告、挨拶                                                                                   | オープニング・WDNの記事紹介・特集の予告、挨拶                                                                                   | オープニング・WDNの記事紹介・特集の予告、挨拶                                                                                   |
| 21:01 - 21:04 | ダンディ・ジャッジのテーマ発表                                                                                                  | ダンディ・ジャッジのテーマ発表                                                                                                  | ダンディ・ジャッジのテーマ発表                                                                                                  | ダンディ・ジャッジのテーマ発表                                                                                                  | ダンディ・ジャッジのテーマ発表                                                                                                  |
| 21:05 - 21:16 | WDN | WDN | WDN | WDN | WDN |
| 21:16 - 21:27 | WDN | WDN | WDN | WDN | 世界ダンディ研究所 THE MOVIE（前半）                                                                                            |
| 21:29 - 21:30 | ダンディ・ジャッジの途中経過発表                                                                                                | ダンディ・ジャッジの途中経過発表                                                                                                | ダンディ・ジャッジの途中経過発表                                                                                                | ダンディ・ジャッジの途中経過発表                                                                                                | ダンディ・ジャッジの途中経過発表                                                                                                |
| 21:30 - 21:47 | VSダンディ | Top of The Dandy | 夜の お仕事図鑑 | THE DANDY FILE | 世界ダンディ研究所 THE MOVIE（後半）                                                                                            |
| 21:47 - 21:48 | ダンディWeather | ダンディWeather | ダンディWeather | ダンディWeather | ダンディWeather |
| 21:48 - 21:49 | ダンディ・ジャッジの最終結果発表                                                                                                | ダンディ・ジャッジの最終結果発表                                                                                                | ダンディ・ジャッジの最終結果発表                                                                                                | ダンディ・ジャッジの最終結果発表                                                                                                | ダンディ・ジャッジの最終結果発表                                                                                                |
| 21:49 - 21:51 | ダンディ・ジャッジ以外の視聴者からのメッセージ エンディングトーク（実質的にはここで番組終了、ひかりTVもここまでの放送となる。） | ダンディ・ジャッジ以外の視聴者からのメッセージ エンディングトーク（実質的にはここで番組終了、ひかりTVもここまでの放送となる。） | ダンディ・ジャッジ以外の視聴者からのメッセージ エンディングトーク（実質的にはここで番組終了、ひかりTVもここまでの放送となる。） | ダンディ・ジャッジ以外の視聴者からのメッセージ エンディングトーク（実質的にはここで番組終了、ひかりTVもここまでの放送となる。） | ダンディ・ジャッジ以外の視聴者からのメッセージ エンディングトーク（実質的にはここで番組終了、ひかりTVもここまでの放送となる。） |
| 21:51 - 21:54 | e-chanceテレビショッピング | e-chanceテレビショッピング | e-chanceテレビショッピング | e-chanceテレビショッピング | e-chanceテレビショッピング |

## 放送局と放送時間
| 放送対象地域 | 放送局                                           | 系列   | 放送日時              | 備考                                             |
| ------------ | ------------------------------------------------ | ------ | --------------------- | ------------------------------------------------ |
| 東京都       | 東京メトロポリタンテレビジョン (TOKYO MX) 製作局 | JAITS  | 月-金曜 21:00 - 21:55 |                                                  |
| 全国         | ひかりTV（ひかりTVチャンネル1）                  | IP放送 | 月-金曜 21:00 - 21:51 | 「e-chanceテレビショッピング」を除き、同時ネット |

## 特別番組
特別番組は全て事前収録で行っている。
- ニッポン・ダンディスピンオフ 〜映画で振り返る2012〜
  - 放送日時：2012年12月30日（日） 23:00 - 24:00（TOKYO MXのみ放送。ひかりTVでは同時ネットせず、翌日12月31日の21:00 - 22:00に遅れネット。）
  - 出演者：関谷亜矢子（金曜MC）、水道橋博士（金曜ダンディ）、モーリー・ロバートソン（金曜ダンディ）、ポール・マレ（金曜海外ダンディ）、園子温（映画監督） 、松江哲明（映画監督）
  - VTRのみ出演（各自の2012年で一番印象に残った映画を紹介[13]）：町亞聖（月-水MC）、阿部哲子（木曜MC）、髙山善廣・武井壮（月曜ダンディ）、ダイアモンド☆ユカイ・西村賢太（火曜ダンディ）、岩上安身・阿曽山大噴火（水曜ダンディ）、梅沢富美男・今井雅之（木曜ダンディ）
  - 毎週金曜の後半コーナー「世界ダンディ研究所 THE MOVIE」のスペシャル版を放送。冒頭で2012年の日本での映画興行成績トップ10の映画を紹介し、その後出演者6名が印象に残った映画を紹介した。また、未公開シーンが2013年1月11日放送で紹介された。
- ニッポン・ダンディ 年越し直前 怒り納めスペシャル
  - 放送日時：2013年12月31日（火） 16:30 - 18:00（TOKYO MX・ひかりTV同時ネット）
※TOKYO MXでは『東京シティ競馬中継』（16:30が東京2歳優駿牝馬発走時刻と重複）のため、S1・SD画質での放送。
  - MC：阿部哲子（木曜MC）
  - ダンディ：梅沢富美男（木曜ダンディ）、今井雅之（木曜ダンディ）、苫米地英人（木曜ダンディ）、ダイアナ・エクストラバガンザ（金曜ダンディ、ナレーションとVTR出演）
  - バーディ：丸高愛実（月曜バーディ）、ラフルアー宮澤エマ（火曜バーディ）、小玉ゆうい（水曜バーディ）、橋本マナミ（木曜バーディ）
※橋本以外のバーディはVTR出演のみ。金曜バーディのサヘル・ローズは不参加で、VTR出演は代理でダイアナ・エクストラバガンザが参加。
  - 2012年は金曜の映画コーナーをベースとしていたが、2013年は木曜メンバーが中心となった内容。
    - 2013年のニュースを振り返る企画（過去の木曜での問題発言をベスト10形式で紹介）
    - 「トミオとジュリエット」（梅沢と各曜日のバーディによるロケ企画）
    - 「ラスト咆哮」（事実上、かつて行われていた「言わせろ!ダンディ」が復活したもの）

## スタッフ
- 美術：日テレアート
- 照明：共立
- 技術協力：COSMO SPACE
- デザイン：佐藤政亨
- プロデューサー：大川貴史
- 製作著作：TOKYO MX